# Kirchberg an der Iller
Kirchberg an der Iller là một xã ở huyện Biberach ở bang Baden-Württemberg thuộc nước Đức. Đô thị này có diện tích 18,64 km², dân số thời điểm 31 tháng 12 năm 2020 là 2110 người.